# Fahrwangen
Fahrwangen est une commune suisse du canton d'Argovie, située dans le district de Lenzbourg.

Vue aérienne (1954)

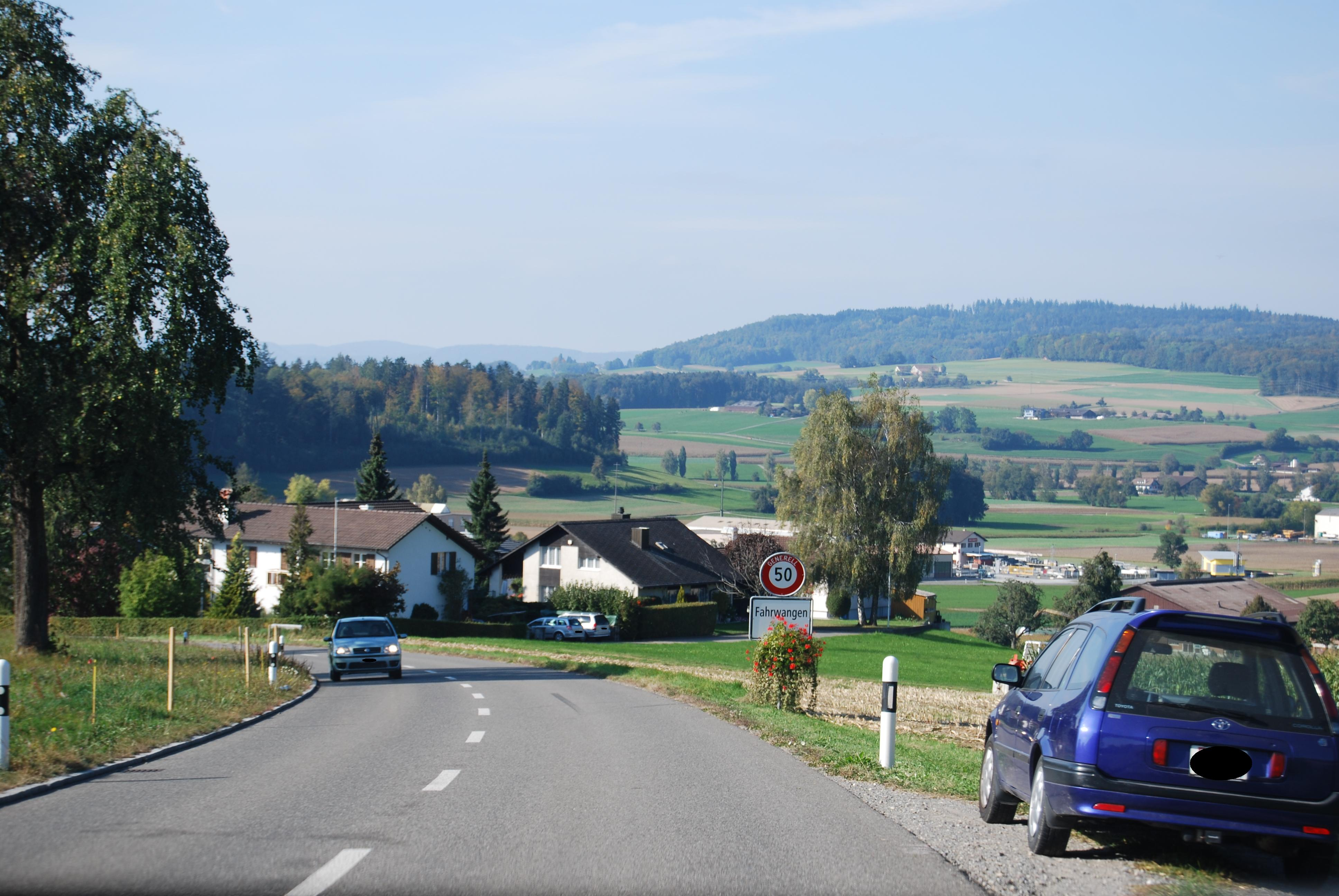
Fahrwangen.